# Almost Love/Summer Sick
「Almost Love / Summer Sick」（オールモウスト・ラブ / サマー・シック）は、SILVAの4枚目のシングル。1999年6月2日発売。

## 収録曲
CD
1. Almost Love
  - 作詞：SILVA 作曲・編曲：黒羽康司

TBS系「エクスプレス」ウェザーテーマ
2. Summer Sick
  - 作詞：SILVA 作曲・編曲：黒羽康司
3. Summer Sick（AKAKAGE'S Hold Me Tight）
4. Almost Love（Instrumental）

8cmCD
1. Almost Love
2. Summer Sick
3. Almost Love（Instrumental）
4. Summer Sick（Instrumental）

| スタブアイコン | サブスタブ | この項目は、まだ閲覧者の調べものの参照としては役立たない、シングルに関連した書きかけの項目です。この項目を加筆・訂正などしてくださる協力者を求めています（P:音楽/PJ:楽曲）。 |